# Sphyrospermum munchiqueense
Sphyrospermum munchiqueense är en ljungväxtart som beskrevs av J.L. Luteyn. Sphyrospermum munchiqueense ingår i släktet Sphyrospermum och familjen ljungväxter. Inga underarter finns listade i Catalogue of Life.